# Kloster Knardrup
Das Kloster Knardrup (conventus regalis curiae) ist das jüngste mittelalterliche Zisterzienserkloster in Dänemark und gehört zu den spätesten hochmittelalterlichen Ordensgründungen.

## Lage
Das Kloster lag nordwestlich von Kopenhagen zwischen Ganløse und Måløv.

## Geschichte
Das Kloster wurde kurz vor 1326 von König Christoph II. auf dem Königsgut Knardrupgaard als Tochterkloster von Kloster Sorø aus der Filiation von Clairvaux und Kloster Esrom errichtet und im Februar 1326 von Mönchen aus Sorø besiedelt. Das Kloster bestand bis zum Jahr 1536 und wurde dann als Krongut eingezogen und der Universität Kopenhagen überlassen. Die Baumaterialien wurden später zum Bau von Schloss Frederiksborg verwendet. Das Klostergelände ist heute teilweise überbaut.

## Bauten und Anlage
Überreste sind nicht vorhanden.